# Perodicticus ibeanus
Perodicticus ibeanus is een zoogdier uit de familie van de loriachtigen (Lorisidae). De wetenschappelijke naam van de soort werd voor het eerst geldig gepubliceerd door Oldfield Thomas in 1910.

## Taxonomie
De soort werd vroeger beschouwd als een ondersoort van Perodicticus potto (nu de West-Afrikaanse potto), maar een studie uit 2015 verdeelde deze soort in drie soorten en classificeerde P. ibeanus als een aparte soort. Men denkt dat het de zustersoort is van Perodicticus edwardsi, waarvan het tijdens het late Mioceen, ongeveer 5,5 miljoen jaar geleden afsplitste.

### Ondersoorten
De soort heeft de volgende twee ondersoorten:
- Perodicticus ibeanus ibeanus Thomas, 1910 – komt voor in het grootste deel van het verspreidingsgebied.
- Perodicticus ibeanus stockleyi Butynski & de Jong, 2007 – komt voor rond Mount Kenya.

## Voorkomen
Deze soort komt voor van de Centraal-Afrikaanse Republiek en de Democratische Republiek Congo tot in Oeganda, Rwanda en Kenia. De rivier de Kongo dient als de westelijke grens van het verspreidingsgebied van de soort en scheidt de soort van Perodicticus edwardsi.

## Conservatie
Deze soort wordt door de Rode Lijst van de IUCN als niet bedreigd beschouwd en staat bekend als een soort die zich goed kan aanpassen. De soort wordt aangetroffen in zowel intacte als verstoorde bossen, zelfs in de buurt van menselijke populaties. Er kan echter plaatselijk sprake zijn van een daling van de populatiegrootte als gevolg van ontbossing voor de landbouw. Bovendien wordt aangenomen dat de ondersoort van Mount Kenya is uitgestorven of bijna is uitgestorven als gevolg van de habitatvernietiging in het grootste deel van zijn leefgebied, met minder dan 50 overgebleven individuen als deze nog steeds bestaat. Hierdoor wordt het door de IUCN geclassificeerd als ernstig bedreigd (mogelijk uitgestorven).